# Сун Вэньцзе
Сун Вэньцзе́ (кит. упр. 宋文杰; 15 января 1991, Циндао, Шаньдун) — китайский футболист, нападающий клуба Суперлиги Китая «Циндао Чжуннэн». В 2011 году Китайская футбольная ассоциация вручила ему приз как «Лучшему молодому футболисту Китая».

## Карьера

### Клубная карьера
Сун Вэньцзе родился в Циндао, где окончил молодёжную футбольную академию. В феврале 2010 года его клуб «Циндао Хайлифэн» был обвинён во взятках и договорных матчах в 2007 и 2009 году и был лишен возможности в дальнейшем участии в турнирах под эгидой КФА. Таким образом Сун и его одноклубники были вынуждены искать новые команды. В марте 2010 года после нескольких тренировок он подписал контракт с клубом Суперлиги «Циндао Чжуннэн». В этот период он выступал за молодёжную команду. С лета 2010 года присоединился к основному составу. Дебют в Суперлиге состоялся 31 октября 2010 года в игре против «Шанхай Шэньхуа», которая окончилась нулевой ничьей. В основной состав Суна поставил корейский наставник Чон Ву Ён и игрок провёл в основе большую часть чемпионата 2011. Дебютный гол игрок провёл 8 мая 2011 году в домашней игре против «Наньчан Хэнъюань», который окончился победой со счётом 4-1. В 19 матчах игрок забил шесть мячей и по итогам сезона стал обладателем звания «Лучшего молодого игрока» 2011 года.

## Достижения

### Индивидуальные
- Лучший молодой игрок года КФА: 2011